# Kostel svatého Bartoloměje (Napajedla)
Kostel svatého Bartoloměje je kostel v Napajedlích. Je chráněn jako kulturní památka České republiky.

## Historie
Kostel svatého Bartoloměje v Napajedlích byl vystavěn v letech 1710-1712. Nechal ho postavit tehdejší majitel napajedelského panství Adam Jáchym z Rottalu. Vysvěcen byl až v roce 1741 olomouckým biskupem Jakubem Arnoštem. Kostel nebyl první církevní stavbou ve městě, původní kostel sv. Bartoloměje stával hned vedle napajedelské fary, poblíž tržiště a radnice, ten ale nevyhovoval kapacitou a proto byl zbourán a vystavěn byl nový nesoucí stejný název jako ten minulý, kostel svatého Bartoloměje.

## Památky
Nejstaršími památkami v kostele jsou dva renesanční náhrobky Bedřicha a Bartoloměje ze Žerotína zasazené ve zdi po stranách hlavního vchodu, které byly přeneseny z původního kostela. Další náhrobky jsou vsazeny v podlaze pod novodobou dlažbou, z části zakryty lavicemi. V první třetině pravé části kostelní lodi je vchod do krypty, v současné době nepřístupné, kam byly údajně přeneseny také ostatky sedmi pánů ze Žerotína a dvou Vartemberků.